# Estremamente pericoloso
Estremamente pericoloso (Highly Dangerous) è un film britannico del 1950 diretto da Roy Ward Baker, accreditato come Roy Baker.

## Trama
Agli alti comandi militari britannici è giunta voce che in un paese est-europeo, allora al di là della cortina di ferro, si starebbero sperimentando armi batteriologiche e biologiche, in particolare attraverso la coltura di alcuni insetti che, se opportunamente trattati, sarebbero in grado di trasmettere malattie nocive per il genere umano. È necessario avvalersi di un esperto entomologo da inviare come spia nel paese in questione, per verificare se tali voci corrispondono a realtà. La dottoressa Frances Gray accetta l'incarico.
Il suo viaggio inizia sotto i peggiori auspici: durante il suo tragitto in treno verso la città di destinazione del paese straniero ella s'imbatte in nessun altri che nel capo della polizia - segreta o meno -, che subito sospetta di lei e non mancherà con ogni mezzo di metterle i bastoni fra le ruote. Inoltre, gli uomini di contatto predisposti per lei vengono rapidamente eliminati. La dottoressa Gray non può continuare la propria missione se non avvalendosi dell'aiuto, piuttosto riluttante peraltro, del giornalista americano Bill Casey.
Per penetrare nei laboratori di coltura degli insetti, i due inscenano un diversivo, appiccando il fuoco ad un tratto di foresta prospiciente ai laboratori: mentre le guardie - tanto ligie al regime quanto sprovvedute rispetto al common sense non solo britannico, ma latamente umano - cercano di estinguere l'incendio a colpi di scope di saggina sui cespugli in preda alle fiamme, essi prelevano campioni degli insetti, da portare nel Regno Unito per ulteriori e decisive analisi.
Il loro ritorno in patria è altrettanto avventuroso, e l'ultima difficoltà si rivela essere proprio la routine della dogana britannica. Fra Frances Gray e Bill Casey, intanto, piuttosto prevedibilmente è nato l'amore. Nulla si sa delle analisi sugli insetti.